# Hermite-polynoom

De eerste zes hermite-polynomen

In de wiskunde zijn de hermite-polynomen, genoemd naar Charles Hermite, de polynomen die de oplossing vormen van de differentiaalvergelijking van Hermite.

## Differentiaalvergelijking
De differentiaalvergelijking van Hermite is:
{\displaystyle H_{n}''(x)-xH_{n}'(x)+nH_{n}(x)=0}.
Daarin is {\displaystyle n} de orde van de vergelijking, een natuurlijk getal.
Deze differentiaalvergelijking vindt toepassing in de kansrekening.
Er is ook een alternatieve vorm, die meer gebruikelijk is in de natuurkunde. Deze vorm zal hieronder apart worden besproken.
De bijbehorende hermite-polynomen zijn gedefinieerd door:
{\displaystyle H_{n}(x)=(-1)^{n}e^{x^{2}/2}{\frac {{\rm {d}}^{n}}{{\rm {d}}x^{n}}}e^{-x^{2}/2}}
De hermite-polynomen kunnen worden gezien als een bijzonder geval van de laguerre-polynomen.

### Recursie
De hermite-polynomen staan in de volgende recursieve relatie:
{\displaystyle H_{n+1}(x)=xH_{n}(x)-nH_{n-1}(x)},
Zij voldoen ook aan:
{\displaystyle H_{n}'(x)=nH_{n-1}(x)},

### Orthogonaliteit
De hermite-polynomen vormen een orthogonaal stelsel met betrekking tot het inproduct:
{\displaystyle \langle f,g\rangle =\int _{-\infty }^{\infty }f(x){\overline {g(x)}}\,e^{-x^{2}/2}\,{\rm {d}}x},
dus met gewichtsfunctie:
{\displaystyle e^{-x^{2}/2}},
op een factor na de kansdichtheid van de standaardnormale verdeling.
Er geldt:
{\displaystyle \int _{-\infty }^{\infty }H_{n}(x)H_{m}(x)\,e^{-x^{2}/2}\,{\rm {d}}x=n!{\sqrt {2\pi }}~\delta _{nm}}
waarin {\displaystyle \delta _{nm}} de kronecker-delta is, dus gelijk aan 1 als {\displaystyle n=m} en anders 0.

## Alternatieve vorm
De alternatieve vorm van de differentiaalvergelijking van Hermite is:
{\displaystyle H_{n}''(x)-2xH_{n}'(x)+2nH_{n}(x)=0}.
De bijbehorende hermite-polynomen zijn gedefinieerd door:
{\displaystyle H_{n}(x)=(-1)^{n}e^{x^{2}}{\frac {{\rm {d}}^{n}}{{\rm {d}}x^{n}}}e^{-x^{2}}}
Deze tweede definitie is niet geheel equivalent met de eerste.
De eerste 6 hermite-polynomen zijn:
{\displaystyle H_{0}(x)=1}
{\displaystyle H_{1}(x)=2x}
{\displaystyle H_{2}(x)=4x^{2}-2}
{\displaystyle H_{3}(x)=8x^{3}-12x}
{\displaystyle H_{4}(x)=16x^{4}-48x^{2}+12}
{\displaystyle H_{5}(x)=32x^{5}-160x^{3}+120x}

### Recursie
De hermite-polynomen staan in de volgende recursieve relatie:
{\displaystyle H_{n+1}(x)=2xH_{n}(x)-2nH_{n-1}(x).}
Zij voldoen ook aan:
{\displaystyle H_{n}'(x)=2nH_{n-1}(x),}

### Orthogonaliteit
De hermite-polynomen vormen een orthogonaal stelsel met betrekking tot het inproduct:
{\displaystyle \langle f,g\rangle =\int _{-\infty }^{\infty }f(x){\overline {g(x)}}\,e^{-x^{2}}\,{\rm {d}}x},
dus met gewichtsfunctie:
{\displaystyle e^{-x^{2}}}.
Er geldt:
{\displaystyle \int _{-\infty }^{\infty }H_{n}(x)H_{m}(x)\,e^{-x^{2}}\,{\rm {d}}x={n!2^{n}}{\sqrt {\pi }}~\delta _{nm}}